# Impalila Island
Impalila Island (auch Mpalila oder Mpalela) ist eine Flussinsel im Sambesi im äußersten Osten der Region Sambesi in Namibia. Sie ist mit knapp 18 Quadratkilometer die größte Insel Namibias. Impalila erstreckt sich maximal über elf Kilometer in der Länge und vier Kilometer in der Breite.
Impalila ist nur über den Luftweg oder per Boot von Kasane in Botswana aus erreichbar. Die Insel verfügt über einen privaten Flugplatz sowie einen Grenzübergang nach Botswana.
Sie ist Heimat unter anderem der Tswana und Masubia. Die lokale Bevölkerung geht vor allem dem Fischfang nach. Daneben ist die Insel vor allem touristisch von Interesse. Es gibt verschiedene sehr luxuriöse Unterkünfte, die unter anderem Bootsfahrten mit Wildtierbeobachtung anbieten. Impalila und die umliegenden Gewässer und Gebiete sind Heimat der Big Five, von unter anderem Flusspferden und bis zu 450 Vogelarten. Die Insel wird von unzähligen labyrinthartigen Wasserwegen durchzogen, viele Gebiete sind Sumpf- und Flutgebiete.
Ein Stützpunkt des ehemaligen südafrikanischen Militärs wurde im Juni 2019 als renovierte Naval Base Impalila der namibischen Marine eingeweiht.

## Geographie
Am Nordufer des Sambesi liegt Sambia, am Südufer Botswana. Die Staatsgrenzen folgen dem Talweg des nördlichen bzw. des südlichen Flussarms. Die nahe gelegene, wesentlich kleinere Flussinsel Kakumba Island, 100 Meter weiter südöstlich, ist die östlichste Landfläche Namibias. 345 Meter nordöstlich des östlichsten Landpunktes Namibias liegt das Dreiländereck Sambia-Namibia-Botswana im Sambesi. 45 Meter weiter östlich im Fluss liegt das Dreiländereck Sambia-Simbabwe-Botswana. Dieses Gebiet gilt vielen Quellen nach auch als einziges echtes Vierländereck der Erde.